# Grigori

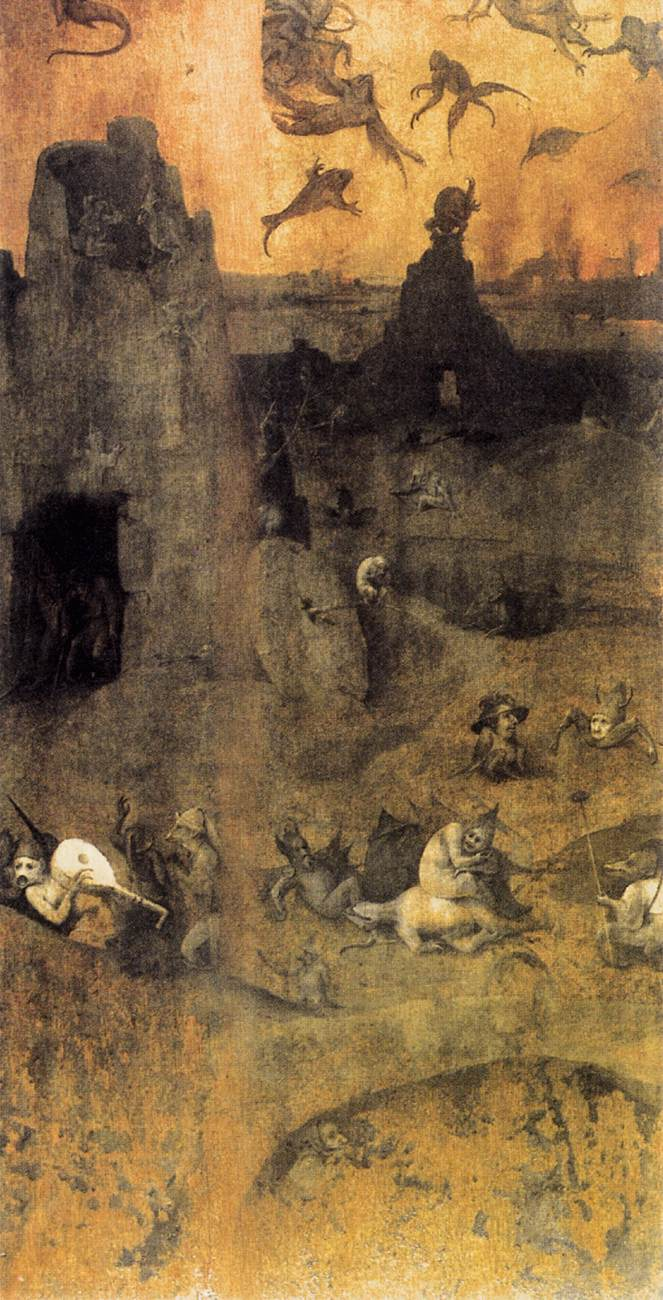
La caduta degli angeli ribelli (di Hieronymus Bosch)

I Grìgori (dal greco oi gregoroi, οι Γρήγοροι, «vigilanti», «custodi» o «guardiani») è un termine utilizzato in alcune opere della letteratura giudaica per indicare alcuni tipi di angeli. In Ebraico essi sono chiamati Irin. Nel Libro di Enoch e nei Giubilei (due Apocrifi dell'Antico Testamento) il termine indica un gruppo di angeli caduti che si sarebbero accoppiati con donne mortali, dando origine a una razza di ibridi nota come Nephilim, descritti come «giganti», in Genesi 6,1-4 o come «eroi caduti da secoli» in Ezechiele 32,27.

## I "vigilanti" nel libro di Daniele
Il termine "vigilante" è utilizzato nell'Antico Testamento solo nel capitolo quarto del Libro di Daniele, 4,10.14.20 (altre traduzioni numerano questi versetti come:4,13.17.23). Esso indica un essere spirituale con funzione non di messaggero divino (=angelo), bensì di interprete ed esecutore della volontà di Dio. I vigilanti sono anche detti "santi" per sottolineare la loro natura celeste.

## I "vigilanti" nel libro di Enoch
Nel Libro di Enoch, testo apocrifo di origine giudaica, i Guardiani sono angeli inviati in apparenza sulla Terra semplicemente per sorvegliare la gente. Essi presero subito a nutrire concupiscenza per le donne che vedevano e, su incoraggiamento del loro capo Semeyaza, disertarono in massa per sposarsi e vivere fra gli uomini. I Grigori assommavano a 200 ma sono ricordati solo i nomi dei loro principali esponenti: Semeyaza, che fu il loro capo, Urakabaramil, Akibeel, Tamiel, Ramuel, Dânêl, Chazaqiel (Ezekiel), Saraknyal, Asael, Armers, Batraal, Anane, Zavebe, Samsavil, Ertael, Turel, Yomyael, Azazyel (noto anche come Azazel): «questi sono i prefetti dei duecento angeli, e i restanti erano tutti con costoro» (Enoch 7:9).
I figli nati da queste relazioni sono i Nefilim (nĕfîlîm), giganti selvaggi che misero a soqquadro la Terra e angariarono l'umanità. Semeyaza, Azazel e altri ancora fra loro divennero corrotti e insegnarono ai loro ospiti umani a fabbricare armi metalliche, cosmetici e altri prodotti tipici della civiltà, che essi avevano sviluppato. Ma la gente cominciò a morire e a invocare aiuto dal Cielo. Dio inviò allora il Diluvio Universale per liberare la Terra dai Nephilim, inviando tuttavia Uriel ad avvertire Noè così da non far perire l'intera razza umana. I Grigori furono confinati nelle "valli della Terra" fino al giorno del Giudizio Universale. (Si veda Giuda 1:6)
La storia dei Guardiani in Enoch è stata collegata con Gen. 6:1-4, in cui si descrive l'"Origine dei Nephilim" e si ricordano i "figli di Dio" che li generarono:
(Gen. 6:1-4 )
Mentre i primi scrittori cristiani, seguendo l'interpretazione giudaica del tempo, interpretano questi "figli di Dio" come angeli decaduti, i padri della Chiesa hanno interpretato i "figli di Dio" come la discendenza di Set e le "figlie degli uomini" come la discendenza di Caino. L'esegesi moderna vede in questo brano l'utilizzo di una leggenda popolare sui giganti, senza pronunciarsi sul suo valore, come esempio della perversità crescente che sta per motivare il diluvio.

## Riferimenti ai Grigori nella letteratura esoterica
In alcuni sistemi di credenze relative alla stregoneria e alla pratica Wiccan i Grigori sono esseri posti a custodia dei portali che uniscono tra loro i mondi. In questi sistemi essi sono visti come una razza di esseri spirituali, un insieme di divinità, oppure come spiriti dei quattro elementi. Essi sono spesso associati anche ai quattro punti cardinali e anche ai solstizi ed agli equinozi, così come a singole e specifiche stelle del firmamento.
Nel libro di magia di Charles Leland Aradia, o il Vangelo delle Streghe, l'autore narra il racconto dei "Figli di Diana, ovvero come nacquero le fate", nel quale asserisce che la dea Diana creò «i grandi spiriti delle stelle». In un'altra leggenda dal titolo «Come Diana creò le stelle e la pioggia» Leland sostiene che Diana dialogò «con i padri del Principio, con le madri, gli spiriti che furono prima del primo spirito». In Italia alcune credenze riguardanti le streghe sostenevano che i Grigori (ovvero i Sorveglianti) fossero un'antica razza.
Dopo circa mezzo secolo dall'opera di Leland, Gerald Gardner scrisse anch'egli sui Grigori e sulla loro connessione con la religione Wicca. In quest'ultima i Grigori sono evocati in qualità di Guardiani con lo scopo di sorvegliare e assistere ai riti celebrati al loro cospetto.
Nell'astrologia sono talvolta chiamate «guardiani» le cosiddette quattro "stelle regali". Ognuna di esse governa su uno dei quattro punti cardinali in vigore circa 3.000 anni fa (oggi le direzioni cardinali sono state modificate dalla precessione degli equinozi). Secondo questa concezione la stella Aldebaran, quando segnava il suo passaggio nell'equinozio di primavera, assumeva la posizione del Guardiano dell'Oriente. Regolo, durante il solstizio d'estate, assumeva il ruolo di Guardiano del Meridione, così come Antares, nell'equinozio d'autunno, quello del Guardiano dell'Occidente, e infine Fomalhaut, durante il solstizio d'inverno, quello del Guardiano del Settentrione. In realtà, però, questa concezione è nata solo nel Settecento a causa di un errore nella prima traduzione dell'Avestā in una lingua occidentale.

## Esponenti principali
1. Araqiel: insegnò i "segni della terra" (geomanzia).[8]
2. Armaros: insegnò come respingere gli incantesimi.
3. Azazel: insegnò l'arte dei cosmetici.
4. Barqel: insegnò l'astrologia.
5. Chazaqiel (o Êzêqêêl): trasmise la conoscenza delle nuvole.
6. Gadreel: insegnò come fabbricare armi da guerra.
7. Kokabeel: insegnò il mistero delle stelle.
8. Penemuel: insegnò la scrittura.
9. Sariele: insegnò a conoscere la Luna.
10. Semeyaza: insegnò incantesimi tramite erbe.
11. Shamshiel: insegnò a conoscere il Sole.[8]

Secondo la mitologia di Enoch questi angeli sarebbero gli stessi chiamati «Figli degli dèi» nel Libro della Genesi. I loro "peccati" avrebbero riempito con violenza la Terra e perciò il mondo sarebbe stato distrutto dal Diluvio Universale.
| NOME IN LATINO                                                                | NOME IN EBRAICO               | SIGNIFICATO                                                                                      | NUMERO TRA GLI OSSERVATORI  | COSA HANNO INSEGNATO AGLI UMANI                                                                           |
| Samyaza                                                                       | Ebraico שמחזי Aramaico שמיחזה | il (o il mio) nome ha visto, "egli vede il nome, io ho visto, guarda il cielo o guarda dal cielo | 1 su 20                     | insegnò incantesimi tramite erbe                                                                          |
| Arakiel Arâkîba, Araqiel, Araqael, Araciel, Arqael, Sarquael, Arkiel or Arkas |                               | Terra di dio                                                                                     | 2 su 20                     | insegnò i "segni della terra" (Geomanzia)                                                                 |
| Sahariel                                                                      | שַׂהֲרִיאֵל                        | Dio è la mia luna                                                                                |                             | insegnò a conoscere i segni della Luna                                                                    |
| Kokabiel (anche Kakabel, Kochbiel, Kokbiel, Kabaiel e Kochab)                 | כוכבאל כוכביאל                | stella di Dio                                                                                    | 4 su 20                     | insegnò il mistero delle stelle                                                                           |
| Tamiel, Tumiel o Tâmîêl                                                       | תומיאל                        | Dio è perfetto o Perfezione di Dio                                                               | 5 su 20                     | Insegnò l’astronomia, l’aborto malvagi degli spiriti e dei demoni, morsi dei serpenti durante mezzogiorno |
| Ramiel                                                                        | רַעַמְאֵל                         | tuono di Dio                                                                                     | 6 su 20                     | |
| Daniel                                                                        | רניאל דָּנִיֵּאל                   | Dio ha giudicato                                                                                 | 7 su 20                     | insegnò i "segni del sole"                                                                                |
| Chazaqiel o Êzêqêêl                                                           | זיקיאל                        | nuvola di Dio o Stella cadente di Dio                                                            | 8 su 20                     | insegnò agli uomini la conoscenza delle nuvole, la meteorologia                                           |
| Baraqiel                                                                      | ברקאל                         | fulmine di Dio                                                                                   | 9 su 20                     | |
| Asael                                                                         | עשהאל                         | Dio ha creato, creazione di Dio" o "fatto da Dio                                                 | 10 su 20                    | |
| Armârôs Identificato Armoniel                                                 | תרמני                         | Maledetto                                                                                        | 11 su 20                    | insegnò come respingere gli incantesimi                                                                   |
| Batriel, Batârêl Matriel, Matârêl Matarael                                    | מטראל                         | Pioggia di dio Valle di dio                                                                      | 12 su 20                    | |
| Bezaliel Busasejal Basasael                                                   | ניאל                          | Danneggiato Ombra di dio                                                                         | 13 su 20                    | |
| Ananiel, Anânêl                                                               | עננאל                         | Pioggia di Dio, Nuvola di dire                                                                   | 14 su 20                    | Gli furono affidati da Dio "tutti gli alberi della terra                                                  |
| Zaqiel                                                                        | סתראנל                        | favorito da dio ETIOPICO Dio ha nascosto" o "Dio ha protetto                                     | 15 su 20                    | |
| Shamsiel, Samsâpêêl , Shamshel , Shashiel o Shamshiel                         | שִׁמְשִׁיאֵל                        | Dio è il mio sole                                                                                | 16 su 20                    | insegnò agli uomini i segni del sole                                                                      |
| Sathariel o Satariel o Sathiḗl                                                | סתריאל                        | Alba di dio, Luna di dio /Occultamento di Dio                                                    | 17 su 20                    | |
| Turiel o Tûrêl                                                                | טוריאל                        | Montagna di Dio o Roccia di Dio                                                                  | 18 su 20                    | |
| Yomiel, Yomyael, or Jômjâêl                                                   | אל ימין                       | Giorno di dio                                                                                    | 19 su 20                    | |
| Yehadiel, Jegudiel                                                            | יַחְדִּיאֵל                        | Dio è Uno                                                                                        | 20 su 20                    | |
| Azazel                                                                        | עֲזָאזֵל                         | forza di Dio o capro espiatorio o Colui che è più potente di Dio impudente/ sfrontato verso Dio  | Forse altro nome di Samyaza | insegnò agli esseri umani a realizzare coltelli, spade, scudi e come ideare ornamenti e cosmetici         |
| Raphael                                                                       | רְפָאֵל                          | Dio ha guarito                                                                                   |                             | Secondo il dizionario angelico di Gustav Davidson                                                         |
| Gadreel,Gadriel, Gader'el                                                     | גדר האל                       | Muro di Dio o l'aiuto di Dio                                                                     |                             | insegnò l'uso delle armi, dei colpi mortali e come fabbricare armi da guerra.                             |
| Asbeel                                                                        | עזבאל עָזַבאֵל                   | Dio ha abbandonato o disertore di Dio                                                            |                             | |
| Samael                                                                        | סַמָּאֵל                          | Veleno di dio                                                                                    |                             | |

## Grigori nella cultura di massa
I Grigori sono nominati nella saga fantasy Fallen, definiti come "I Veglianti del Paradiso". Il personaggio Daniel Grigori è il protagonista maschile della storia.
I Grigori sono nominati anche nel manga Blue Exorcist di Kazue Katō.
Appaiono  inoltre nella serie televisiva Supernatural a partire dalla decima stagione, come angeli guardiani.